# قوکاس چوباریان
قوکاس گریگوری چوباریان (ارمنی: Ղուկաս Գրիգորի Չուբարյան؛ ۱۶ ژوئن ۱۹۲۳ – ۲۳ مارس ۲۰۰۹) مجسمه‌ساز، حقوقدان و آموزگار اهل ارمنستان بود.

## زندگی‌نامه
وی در ۱۶ ژوئن ۱۹۲۳ ایروان به دنیا آمد و از کالج دولتی هنرهای زیبای پانوس ترلمزیان فارغ‌التحصیل گشت. وی برندهٔ جوایزی همچون مدال موسس خورناتسی (۲۰۰۳) شده‌است. وی ۲۳ مارس ۲۰۰۹ در سن ۸۵ سالگی در ایروان درگذشت.

## نگارخانه

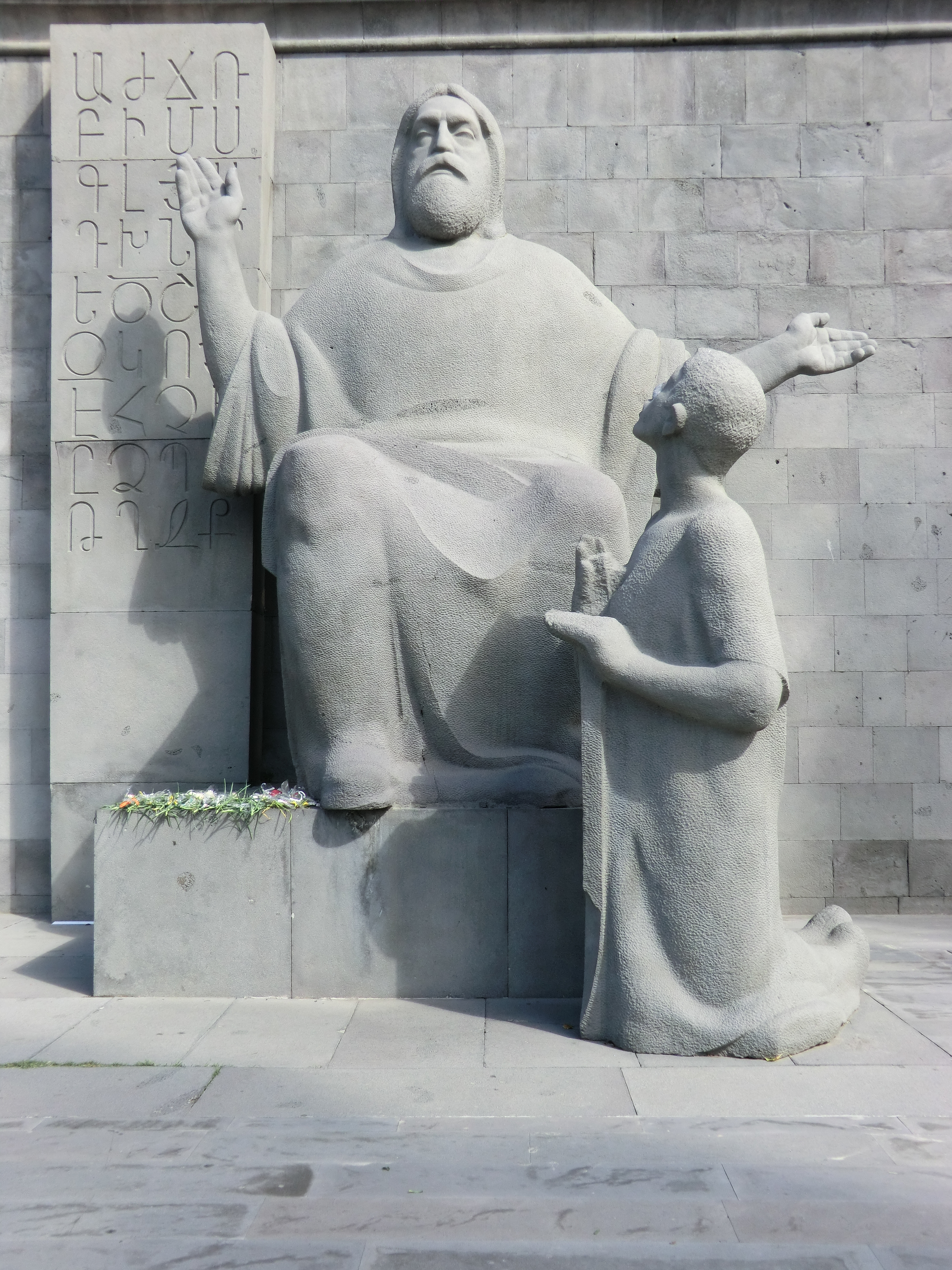
مجسمه یادبود مسروپ ماشتوتس، ایروان، ۱۹۶۸
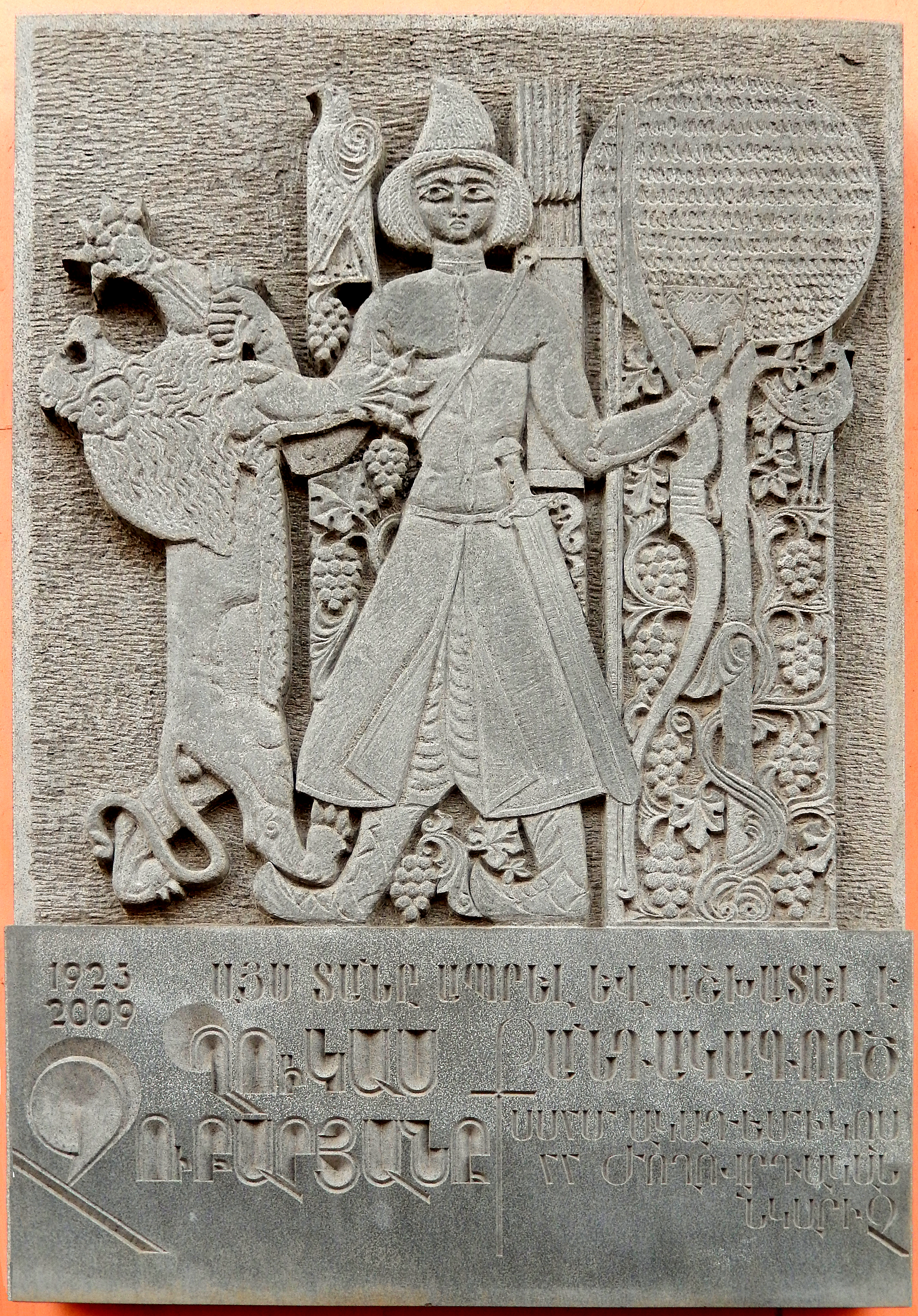
پلاک یادبود قوکاس چوباریان, ایروان، مدرسه شماره ۱۰۴ نالباندیان
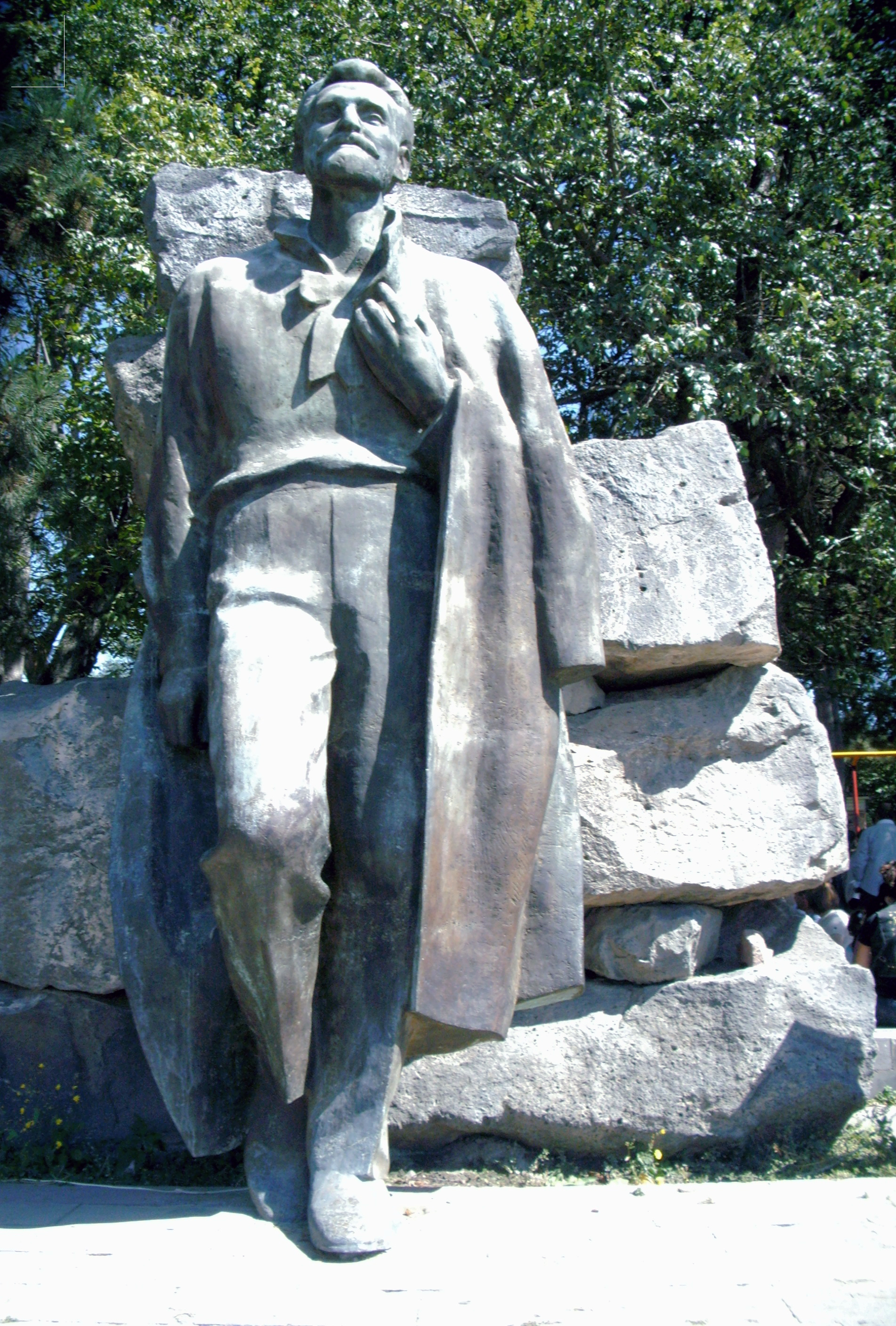
تندیس هوهانس تومانیان، دسق
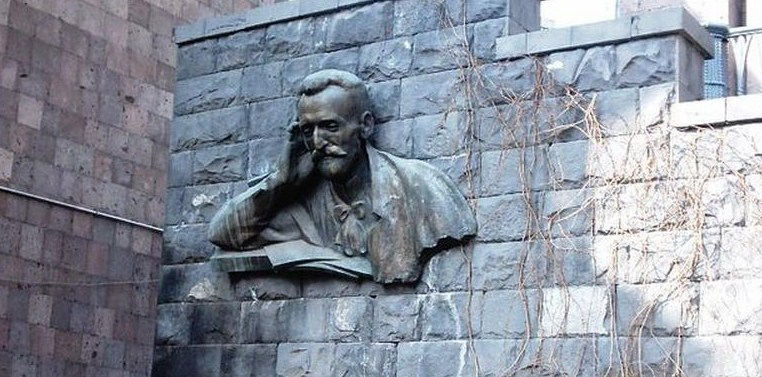
نیم‌تنه هوهانس تومانیان روی دیوار موزه هوهانس توماینان
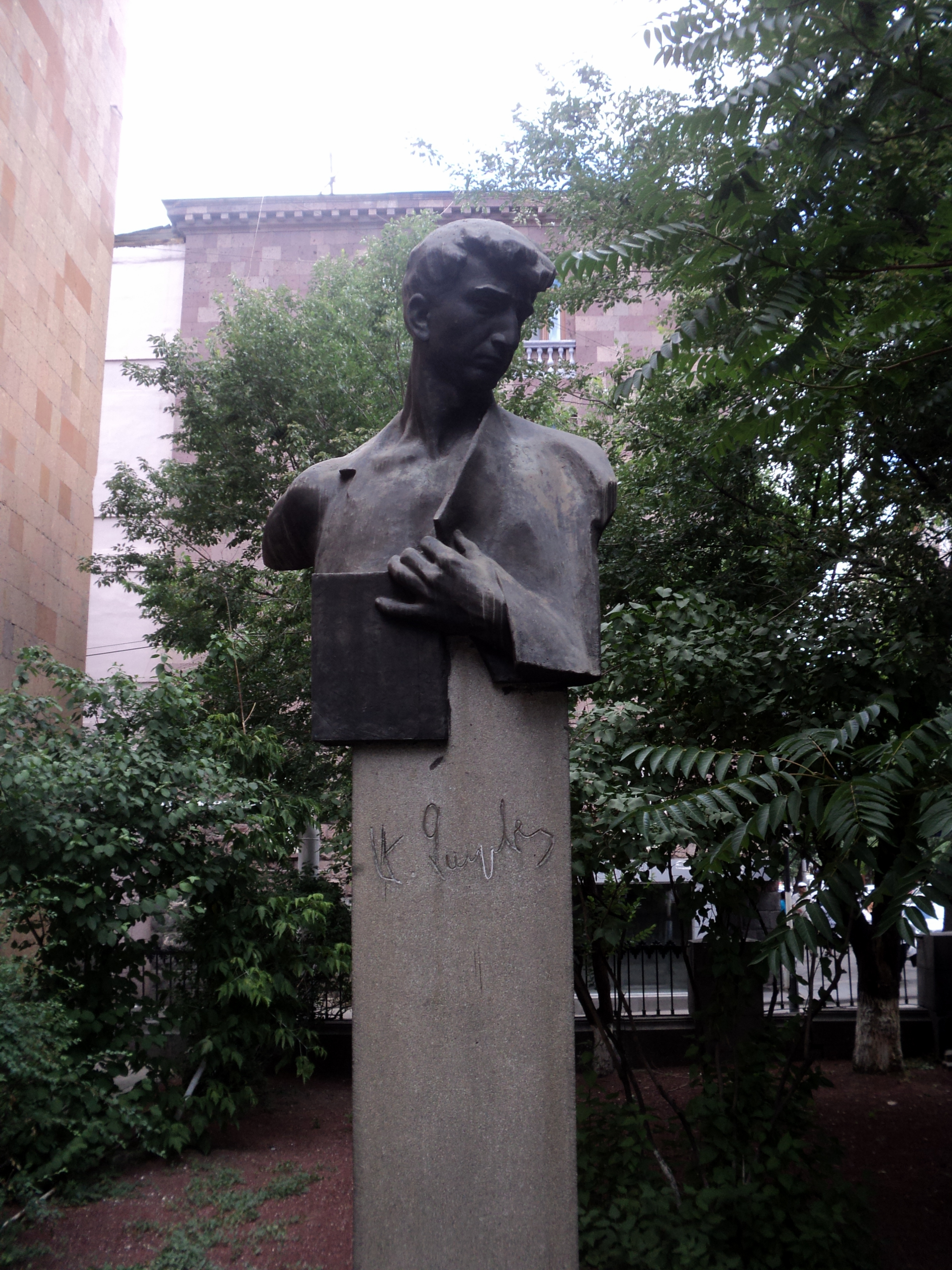
نیم‌تنه یقیشه چارنتس